# National Road
National Road (Cumberland Road, National Pike) – pierwsza droga międzystanowa na terenie Stanów Zjednoczonych, którą zbudowano z pieniędzy tamtejszego rządu federalnego. Droga o długości około 1000 km połączyła rzekę Potomak i Ohio, będąc jednocześnie trasą na Zachód dla tysięcy osadników. Kiedy w latach 30. XIX wieku szosę przebudowano, wówczas „Cumberland Road” była pierwszą amerykańską drogą pokrytą makadamem.

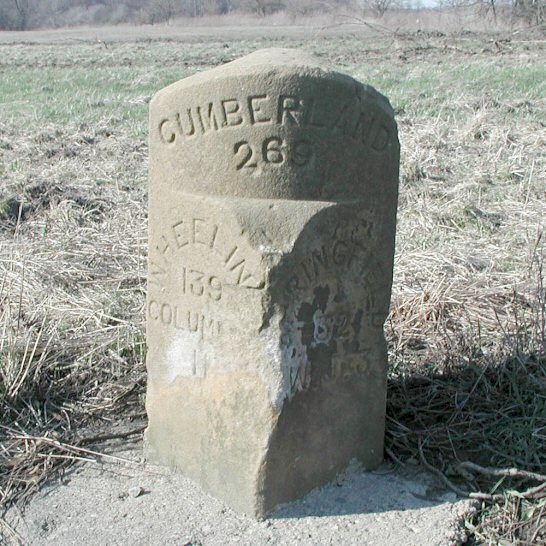
Słupek milowy wzdłuż „National Road” w zachodniej części hrabstwa Franklin (Ohio)

Budowę drogi rozpoczęto w roku 1811 w mieście Cumberland (Maryland) – na wysokości rzeki Potomak. Trasa skierowana była na zachód. Przecinała ona pasmo górskie Allegheny i południowo-zachodnią Pensylwanię, docierając w 1818 roku do miasta Wheeling (Wirginia Zachodnia), leżącego nad rzeką Ohio. W późniejszym czasie droga dotarła do stanów Ohio i Indiana. W planach było rozwinięcie trasy przez Saint Louis, u zbiegu rzek Missisipi i Missouri, i do Jefferson City w górę rzeki Missouri. Jednak w 1837 roku, z powodu kryzysu finansowego (panika roku 1837) – przez brak pieniędzy – zaniechano budowy, która zatrzymała się w mieście Vandalia (Illinois). Ostatecznie prace zakończone zostały w 1839 roku.